# Райони Лондона
Райони (бо́ро) Лондона (англ. London borough) — адміністративні одиниці Лондона. 32 райони та Сіті складають регіон Великий Лондон. 33 райони утворюють церемоніальне графство Великий Лондон, Сіті є окремим церемоніальним графством з особливим статусом.
12 районів і Сіті утворюють Внутрішній Лондон (англ. Inner London), решта 20 — Зовнішній Лондон (англ. Outer London). Сіті не є районом, це адміністративна одиниця з особливим статусом Sui generis.
Три райони не використовують позначення London Borough of у своїй назві.
- Один із них — Вестмінстер — має статус сіті і називається City of Westminster.
- Два райони — Кенсінгтон і Челсі та Кінгстон-апон-Темс — мають статус королівських боро (Royal Borough). Третім королівським боро із 2012 є Гринвіч.
- Усі інші райони мають статус боро»

Райони управляються районними радами (англ. Borough Council). Вестмінстер, який має статус сіті, керується міською радою.